# Ted Boy Marino
Mario Marino, conhecido como Ted Boy Marino (Fuscaldo Marina, 18 de outubro de 1939 — Rio de Janeiro, 27 de setembro de 2012), foi um humorista,  halterofilista, ator, apresentador e lutador de luta-livre profissional ítalo-brasileiro.

## Primeiros anos
Ted Boy Marino nasceu em Fuscaldo Marina, na Calábria, região ao sul da Itália. Em 1953, aos 14 anos de idade, mudou-se para Buenos Aires junto com seus pais e cinco irmãos, no porão de um navio. Trabalhava como sapateiro, mas aproveitava as horas vsgas para treinar luta livre e praticar halterofilismo. Em 1962 começou a participar de programas de Telecatch, no canal 9, de Buenos Aires, e no canal 12, de Montevidéu.

## Carreira no Brasil
Em 1965, Marino mudou-se para o Brasil, onde pouco tempo depois foi contratado como lutador de Telecatch pela TV Excelsior, onde fez grande sucesso. Nos ringues de luta-livre, ao lado de atletas como Tigre Paraguaio, Electra, Alex, lutava contra vilões, como Aquiles, Verdugo, Rasputim Barba Vermelha, El Chasques e Múmia.
Nessa época também participou do programa "Os Adoráveis Trapalhões", pela TV Excelsior. A administração da emissora mandou o diretor Wilton Franco fazer um programa com ele e o cantor Wanderley Cardoso. Contudo, Wilton precisava de alguém para segurar o texto e escolheu para isto o cantor Ivon Cury, além de escalar Renato Aragão em papel cômico. Daí surgiu o quarteto, cujo programa atingia entre 50 e 60 pontos de audiência. Em 1968, Aragão e Ted Boy Marino estrelaram o filme Dois na Lona, no qual Ted vive um lutador que disputa o campeonato brasileiro e enfrenta na final o vilão Lobo, vivido por Roberto Guilherme, que trabalhou muitos anos nos programas de Aragão, sendo o papel mais comum o de Sargento Pincel.
Na TV Globo, Ted participou de quatro programas que apareciam quase que diariamente na grade. De segunda a sexta, apresentava o vespertino Sessão Zás Trás. Também de segunda a sexta, antes do Jornal Nacional, protagonizava o seriado Orion IV x Ted Boy Marino. Nas terças, apresentava,  em companhia da atriz Célia Biar, o programa de variedades Oh, que Delícia de Show, com exibições circenses e de cantores. Já aos sábados era exibido o Telecatch, no horário nobre das 20h às 22h, e também aos domingos, em São Paulo, ao vivo.
A partir da década de 1980, com o declínio do gênero Telecatch, Marino atuou como coadjuvante no programa Os Trapalhões, geralmente no papel de vilão, além de fazer pontas em programas humorísticos, como a Escolinha do Professor Raimundo. Também se apresentou em clubes e teatros do interior.

## Morte
Aposentado, Ted Boy Marino morava no bairro do Leme, no Rio de Janeiro, e podia ser visto frequentemente na orla, com seus amigos do vôlei de praia.
Morreu no dia 27 de setembro de 2012, aos 72 anos de idade, vítima de uma parada cardíaca, enquanto lhe era realizada uma cirurgia de emergência. Pouco antes ele sofreu uma crise vascular. A operação foi realizada para tentar reverter o quadro, sem sucesso.

## Filmografia

### Televisão
| Programas                       |
| ------------------------------- |
| Telecatch                       |
| Sessão Zás Trás                 |
| Orion IV x Ted Boy Marino       |
| Oh, Que Delícia de Show         |
| Os Adoráveis Trapalhões         |
| Os Trapalhões                   |
| Você Decide                     |
| Escolinha do Professor Raimundo |
| Malhação 1998                   |
| Bang Bang                       |

### Cinema
| Ano  | Título                                     | Papel       |
| ---- | ------------------------------------------ | ----------- |
| 1983 | Os Três Palhaços e o Menino                | Gringo      |
| 1980 | Os Paspalhões em Pinóquio 2000             | Guarda      |
| 1977 | O Pequeno Polegar contra o Dragão Vermelho | Diabo Louro |
| 1968 | Dois na Lona                               | Ted         |